# メンター (人工衛星)

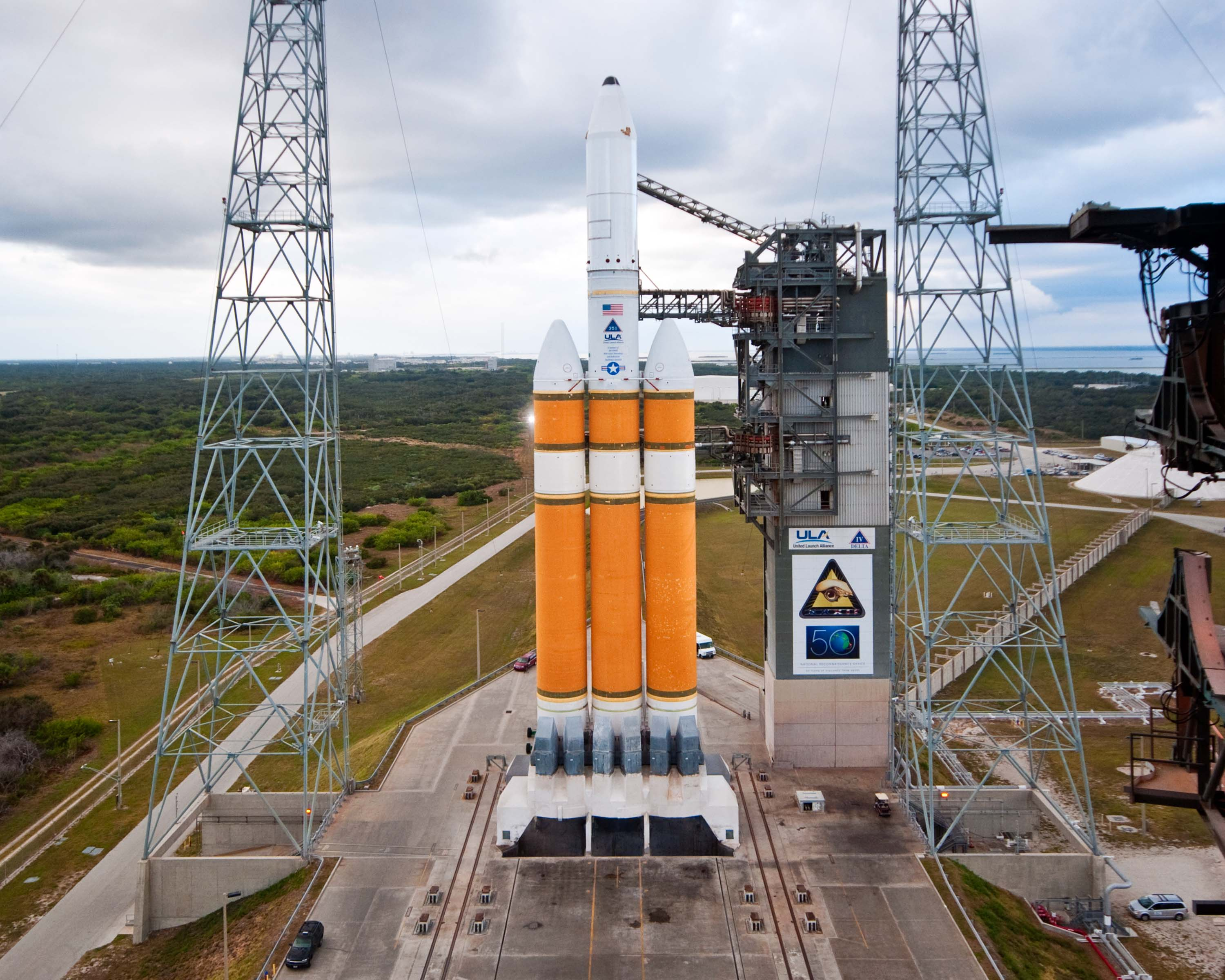
メンター5 (USA-223, NROL-32, ORION 7)打上げ用デルタIV Heavy ロケット

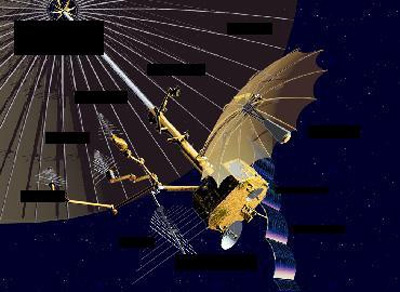
エドワード・スノーデンのリーク資料(NSA SIDToday January 2009)中にあるメンター4 (USA-202)のイメージイラスト。説明文中のMHSとはスパイ衛星運用局の英空軍メンウィズヒル局を表す略号。

メンター（英：Mentor）は、静止軌道上からシギント(信号諜報)活動を行っているアメリカ合衆国の現役の偵察衛星(スパイ衛星)のシリーズである。アメリカ国家安全保障局 (National Security Agency：NSA)と中央情報局 (Central  Intelligence Agency：CIA)の共同で開発され、名目上の所属は アメリカ国家偵察局 (National Reconnaissance Office：NRO) とされているが、実際の運用はNSAが行っていることがエドワード・スノーデンがリークした資料
などで明らかになっている。
民間の軍事アナリストやアマチュア観測者達は、このシリーズに属する衛星は、地上間の通信を直接衛星で傍受するOVERHEADと呼ばれる諜報活動を行っており、直径100mを超える巨大な受信アンテナを有していると考えている。

## 名称
このシリーズに属すると思われる衛星の正式名称は米国政府から公表されたことはなく、メンターという名称は、何らかの漏れ情報、伝聞情報に基づいて民間の軍事アナリストやアマチュア観測者達が便宜的につけた呼称である。軍事アナリストからは「発展型オリオン」(Advanced Orion) と呼ばれる場合もある。
2013年8月30日にワシントン・ポスト紙は、エドワード・スノーデンがリークした資料の中に含まれていた米国政府の諜報プログラムの2013会計年度予算の米国議会への予算説明書 (National Intelligence Program - FY 2013 Congressional Budget Justification) から、今まで謎に包まれていた米国の諜報活動に関する新たな事実が判明したと報じた

。
この資料の中には複数のスパイ衛星の名称が記述されており、メンター衛星に該当するスパイ衛星の正式名称は ORIONである可能性が高くなった

。
特にこの資料中の予算一覧表の高高度シギント衛星の項(p167)では、「ORION 7」という名称の衛星の予算は2011会計年度で終了しているが、これは2011会計年度(2010年10月から2011年9月)中に打上げが行われたことを意味すると推定される。メンター5は2010年11月21日に打上げられており、メンター5がORION 7に該当すると考えれば辻褄が合うと思われる。なお、このリーク資料の一部はCryptomeで閲覧可能である
。

## 第1世代衛星
メンターはアメリカ中央情報局 (CIA) からの資金供給で開発され、1995年から2003年までに3基がケープカナベラル空軍基地（Cape Canaveral AFS、CCAFS：フロリダ州ケープカナベラル）からタイタンIV-AまたはタイタンIV-Bロケットを使用して打上げられ、上段に追加されたセントールロケットによって静止軌道に投入された(この3基の衛星を便宜的に第1世代衛星と呼ぶことにする)。
これらの衛星は静止衛星軌道で地上からの電波放射を収集するシギント衛星であり、より古いマグナム/オリオン衛星網の代替を意図したものであったと考えられる。
軍事ウォッチャー達は、タイタンIV-A または タイタンIV-B / セントールロケットの静止軌道への衛星投入能力から考えて、衛星の質量は 4,700 kg から 5,700 kg 程度であり、直径100m程度の非常に大きな受信アンテナを持つと推測している

。
この巨大な受信アンテナは細い金属製ワイヤーの網でできており、打ち上げ時は折りたたまれて、衛星本体とともにフェアリングに収納され、宇宙空間で展開される

。
これらの衛星の任務と能力は高度な軍事機密であり、一切公表されていない。同様な任務をもった初期の衛星である Rhyolite/Aquacade シリーズはTRW社によって製造されたことが明らかにされているが、メンターの製造者は明らかにされていない(ノースロップ・グラマン・スペース・テクノロジー社ではないかとの情報がある)

。

## 第2世代衛星
第1世代衛星の最後の打上げから5年半程度経過した2009年1月18日、機密衛星USA-202 (NROL-26)がケープカナベラル空軍基地からデルタ IV Heavyロケットを使用して打上げられ、アマチュア観測者達はこの衛星が静止軌道に投入されたことを確認している

。
デルタIV Heavy の静止軌道への衛星投入能力は約6,300 kgに達するので、USA-202は静止衛星としては最大級の質量を持つことになる。このことから、アマチュア観測者はUSA-202はメンター第1世代衛星の後続衛星ではないかと推測し、この衛星はメンター4の通称で呼ばれることになった。この衛星は第1世代衛星に比べて、1トン程度重くなっているが、これは受信アンテナがさらに巨大化したのではないかと推測された(デルタIV Heavy で静止軌道へ投入されるUSA-202類似の衛星を、便宜的に第2世代衛星と呼ぶことにする)。
2010年11月21日に、機密衛星USA-223 (NROL-32)が、メンター4と同じくケープカナベラル空軍基地からデルタIV Heavyロケットを使用して打上げられ、静止軌道に投入されたことが確認された。
メンター4と同じ打上げロケットを使用して静止軌道に投入されていることから、この衛星はメンター4と類似の衛星と推定され、メンター5の通称で呼ばれることになった。メンター5について、2010年当時の国家偵察局長であったBruce Carlsonは、「世界でもっとも大きな衛星」と述べている
。
第2世代衛星が第1世代衛星に比べて1トン程度重くなっている理由が、受信アンテナの巨大化(直径が100mをかなり上回っている)ではないかという推測を、この言は支持するものではないかと考えられる

。
この後、同様に第2世代に属すると考えられる衛星、USA-237 (NROL-15、2012年6月29日) 
、USA-268 (NROL-37、2016年6月11日)が、それぞれケープカナベラル空軍基地からデルタIV Heavyロケットを使用して打上げられ、アマチュア観測者達は、これらの衛星が静止軌道に投入されたことを確認している。これらもメンター4、5と同様の衛星であると推測され、それぞれメンター6、メンター7と呼ばれている
。

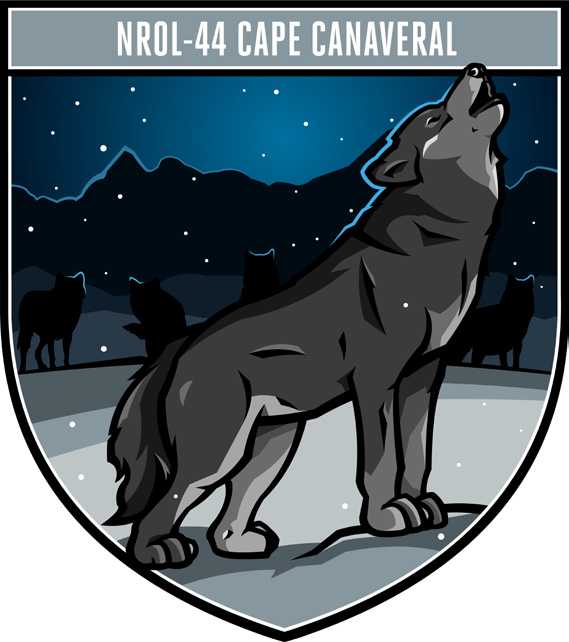
USA-311 (NROL-44) のミッションパッチ

メンター7の打上げから、さらに4年半後の2020年12月11日に、メンター7の後続機と考えれれているUSA-311(NROL-44)が、ケープカナベラル宇宙軍基地(CCSFS：ケープカナベラル空軍基地から改称)からデルタIV Heavyロケットを使用して打上げられ、アマチュア観測者達は、静止軌道に投入されたことを確認している。これはメンター8(オリオン10)と呼ばれている。メンター8の赤道上空の静止軌道の経度は東経51度であり、イランの首都テヘランとほぼ同じであることから、ターゲットはテヘランを中心とする中東地域と考えられる。
これらの第2世代衛星についても、第1世代衛星と同様に、その任務と能力は高度な軍事機密であり、一切公表されていないし、製造者も明らかにされていない。なお、メンター6とメンター7の間には約4年間のブランクがあり、メンター7とメンター8の間には約4年半のブランクがあるので、メンター7、メンター8は初期の第2世代の衛星から大きく変化している可能性がある。

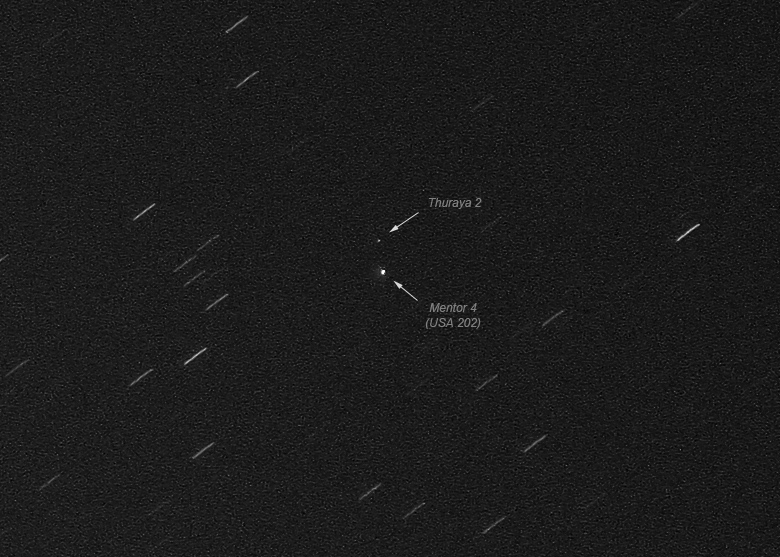
メンター4 (USA 202)がアラブ首長国連邦の商用静止通信衛星 Thuraya 2 の近くに忍び寄って盗聴を行っている。2010年12月8日 オランダで撮影

## メンター4 (USA-202)の特異的な行動について
メンター4は、2009年1月18日の打上げ直後は、静止軌道上、東経100°付近に位置していたが、1日に約0.8°の速度でゆっくりと西進し、アフリカ東岸上空の東経44°まで大移動するという、他のメンター衛星には見られない特異的な行動を行っていたことが、アマチュア観測者達の観測で明らかにされている。
このメンター4の特異的な行動の理由についても、2016年9月6日にザ・インターセプトに掲載された、やはりエドワード・スノーデンがリークした一連の秘密資料によって真相が明らかにされている

。
これらの資料によれば、メンター4は当初、オーストラリアに設置された、米豪共同運用のスパイ衛星コントロール用の地球局施設であるパインギャップ局(Pine Gap)がコントロールを受け持っていたが、西の方向へゆっくりと漸進し、約60日後に今度はイギリスに設置された米英共同運用の同様の施設である英空軍メンウィズヒル局 (RAF Menwith Hill Station) がコントロールを引き継ぎ、情報収集業務を開始した。
メンター4はゆっくりと西進しながら、約30から45日間にわたって、中華人民共和国内のマイクロ波通信の見通し線の延長線の位置を探っていた。さらに西進して東経44°に到し、今度はアラブ首長国連邦(UAE)の通信衛星であるThuraya 2に忍び寄って、VSATシステムであるスラーヤ (Thuraya) 衛星電話システムの盗聴を行っている。この時は、イラク、シリア、レバノン、イラン、パキスタン、アフガニスタンなど、中東地域にある約5000局のVSAT子局を傍受の対象にし、その位置を特定することに成功している。メンター4は東経44°に到着後はそこを定位置にしている。メンター4の到着後、今度は本来その位置に配備されていたメンター2が、1日に0.1°程度のゆっくりした速度で西進を開始し、最終的には西経14.5°に到達してそこを定位置にし、中東、北アフリカ、ラテンアメリカの通信傍受を行っている

。
このようなアクティブな移動と、他国の通信衛星に忍び寄っての盗聴行為は、別のシギント衛星シリーズであるネメシスが行っていることであり、メンター4の行動は他のメンター衛星と比べれば特異である。
メンター4による Thuraya 2 衛星の盗聴は、対テロ戦争における中東(特にイエメン)でのドローンを用いたターゲッティッド・キリングにおいて、ターゲットにされたテロ組織の幹部等の動向を通信記録などから追跡し、ターゲットが現在どの位置に居るかを特定し(GHOSTHUNTER作戦)、その情報をドローン操縦者に提供する役割を持っていた

。
また、GHOSTHUNTER作戦においては、前述の英空軍メンウィズヒル局が、メンター4衛星とネメシス1(PAN)衛星を含むスパイ衛星の運用を担当し、収集された情報の分析においても、中心的な役割を果たしていた

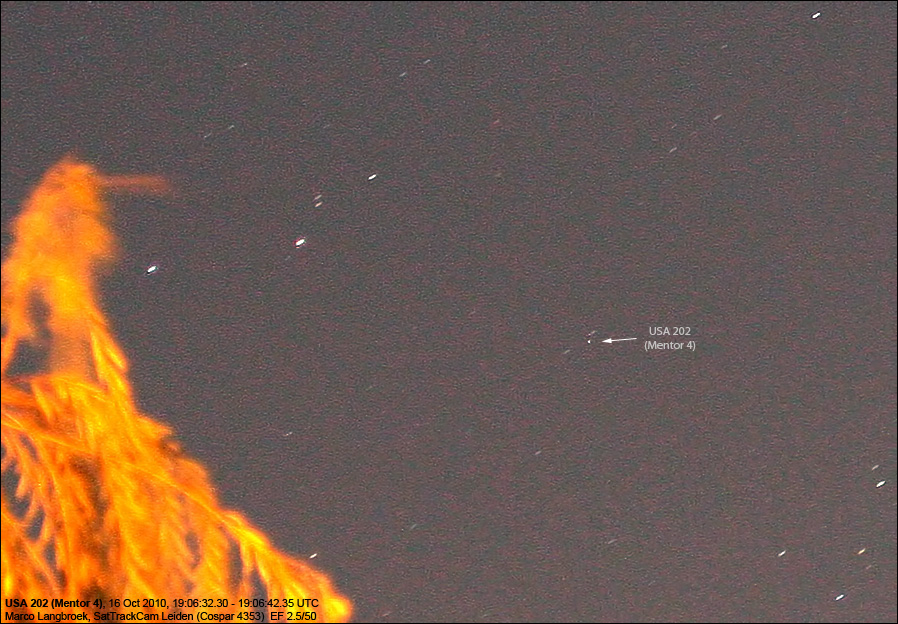
メンター4 (USA 202) の映像。8等星と同程度の光度で写っている。カメラは地平座標固定で、露光時間は約10秒のため、実際の恒星は短い線状に写っているが、静止衛星は点状（ピンポイント）に写っている。オランダのアマチュア衛星観測者 Marco Langbroek が撮影（2010年10月16日）

。

## 地上からの検知
メンターの受信アンテナは巨大であるが、光をあまり反射しないので、地上からはほとんど見えないと考えられている（実際良く見えるなら、ずっと前に世界中で大騒ぎになっていたはずである）。しかし、それでも、上の写真から分かるように、地上からは8等星と同程度の光度で見え、さらに恒星などの他の天体とは動きが異なるので、数秒間の露光で容易に見分けることができる。また、少し大型の天体観測用望遠鏡であれば、おおよその形状の観測も十分可能であると考えられる。実際2002年4月4日に、日本では全国紙を含むいくつかの新聞で次のような旨の記事が掲載されている。

日本スペースガード協会は、2001年12月に同協会の美星スペースガードセンター（岡山県美星町）の 1m 望遠鏡で、東経120度付近（インドネシア上空）の静止軌道上にある直径 50m 前後の巨大な物体を発見した。この物体は北アメリカ航空宇宙防衛司令部 (NORAD) の衛星公開リストには掲載されていない。位置がまったくずれないことから、常に軌道制御されていると考えられる。

これほど巨大で（2002年の時点で）緯度がずれないよう制御されているという特徴から、この物体はメンターかその前任のマグナム/オリオンの1基である可能性が高いと考えられている。大きさについては上の記述（直径約 100m）とは一致しないが、観測可能なのは一部分（光を反射しやすい部分）であることから、支柱の全長などを含む実際の衛星自体はもっと大きい可能性がある、という説明が可能である。

## 打上記録
このシリーズの衛星は全てケープカナベラル空軍基地(CCAFS、フロリダ州ケープカナベラル)から打上げられている。
| 名称                  | USA番号 NROL番号 COSPAR ID | 打上日                 | 打上ロケット     | 静止軌道上の経度                                       |             |             |             |
| 第1世代衛星           | 第1世代衛星                | 第1世代衛星            | 第1世代衛星      | 第1世代衛星                                            | 第1世代衛星 | 第1世代衛星 | 第1世代衛星 |
| --------------------- | -------------------------- | ---------------------- | ---------------- | ------------------------------------------------------ | ----------- | ----------- | ----------- |
| メンター1 / ORION 3   | USA-110 N/A 1995-022A      | 1995年5月14日          | タイタンIV(401)A | 127°E (インドネシア上空)                               |             |             |             |
| メンター2 / ORION 4   | USA-139 NROL-6 1998-029A   | 1998年5月9日           | タイタンIV(401)B | 14.5°W (アフリカ西岸上空、2009年から、それ以前は 44°E) |             |             |             |
| メンター3 / ORION 5   | USA-171 NROL-19 2003-041A  | 2003年9月9日           | タイタンIV(401)B | 95.5°E (インド洋上空)                                  |             |             |             |
| 第2世代衛星           |                            |                        |                  |                                                        |             |             |             |
| メンター4 / ORION 6   | USA-202 NROL-26 2009-001A  | 2009年1月18日          | デルタ IV Heavy  | 44°E (アフリカ東岸上空、USA-139 = メンター2の代替)     |             |             |             |
| メンター5 / ORION 7   | USA-223 NROL-32 2010-063A  | 2010年11月21日         | デルタ IV Heavy  | 100.9°E (インドネシア西部上空)                         |             |             |             |
| メンター6 / ORION 8   | USA-237 NROL-15 2012-034A  | 2012年6月29日          | デルタ IV Heavy  | 60.0°E (アフリカ東岸沖上空)                            |             |             |             |
| メンター7 / ORION 9   | USA-268 NROL-37 2016-036A  | 2016年6月11日          | デルタ IV Heavy  | 104.18°E (シンガポールのほぼ上空)                      |             |             |             |
| メンター8 / ORION 10  | USA-311 NROL-44 2020-095A  | 2020年12月11日         | デルタ IV Heavy  | 51.0°E (アフリカ東岸上空、テヘランとほぼ同経度)        |             |             |             |
| メンター9 / ORION 11  | USA-345 NROL-68 2023-089A  | 2023年6月22日          | デルタ IV Heavy  |                                                        |             |             |             |
| メンター10 / ORION 12 | USA-353 NROL-70 2024-067A  | 2024年4月9日16:53(UTC) | デルタ IV Heavy  |                                                        |             |             |             |

その他の出典： Jonathan's Space Report